# Meera Nanda
Meera Nanda, née en 1954, est une universitaire, historienne et philosophe des sciences indienne résidant aux États-Unis.

## Biographie
Meera Nanda possède une double formation en science et en philosophie. Elle est titulaire d’un doctorat en biotechnologie de l’Institut indien de technologie de Delhi ainsi qu’un doctorat en sciences studies de l’Institut polytechnique Rensselaer (Etat de New York).
De 2005 à 2007, elle est fellow de "Religion et Science" à la Fondation John Templeton (Etats-Unis) et, en janvier 2009, elle devient fellow à l’Institut de recherche avancée Jawaharlal Nehru (Université Jawaharlal-Nehru, New-Dehli). Elle est depuis 2015 chercheuse en histoire et philosophie des sciences invitée à l’Indian Institute of Science Education and Research (en) de Mohali (Pendjab).
Elle a dirigé et publié plusieurs ouvrages sur la question religieuse en Inde et son implication vis-à-vis de la science. Selon Nanda, le renouveau de l’hindouisme dans un pays qui, comme le garantit sa Constitution, devrait être laïc, n’est pas sans poser des problèmes étatiques mais aussi économiques, sociologiques et scientifiques.

## Pensée
Philosophe engagée, sa pensée se concentre principalement sur la question du regain d’intérêt pour la religion hindouiste en Inde et ses conséquences. Dans ce pays que la Constitution déclare laïc, 80 % de la population est de confession hindouiste, 14 % musulmane et 2 % chrétienne. C’est justement, entre autres, en raison de cette écrasante majorité que Nanda se focalise sur l’hindouisme.
Comme elle le note dans plusieurs de ses ouvrages, en particulier dans The God Market, la religion tend à devenir non seulement une "affaire" mais, plus encore "la meilleure d'entre elles". Selon elle, plusieurs grandes forces indiennes contribuent à une profonde et totale hindouisation de la sphère publique (quand la Constitution de l'Inde déclare l'Inde laïque) dans la perspective de l'Hindutva qui profiterait à la fois à l'État mais aussi au monde des entreprises. Cette nouvelle hindouisation, où le sacré l'emporterait sur le séculier et la superstition sur le rationalisme serait extrêmement délétère pour la préservation de l'esprit scientifique ; pour Nanda, les gourous auraient trop d'influence sur la vie culturelle, jusqu'à faire croire que les résultats actuels au niveau scientifiques seraient dus à la sagesse des anciens Hindous.
Le renouveau de l'Hindutva va, selon la philosophe, de pair avec ce qu'elle nomme le « modernisme réactionnaire » et qui contiendrait plusieurs courants anti-rationnels et anti-laïcs issus de cercles universitaires indiens. Ces cercles chercheraient à isoler les cultures non-occidentales (et en premier lieu l'hindouisme) de la science moderne, jugée oppressive. En entremêlant le scientisme de l'Hindutva et le chauvinisme, cette sacralisation de la science jouerait un rôle crucial dans le succès de ces théories au près de la classe moyenne et sa transformation en classe moderne réactionnaire.
Dans Science in Saffron, Nanda s'applique à placer les grandes découvertes scientifiques indiennes (des mathématiques à la médecine) attribuées aux sages-scientifiques au sein d'une histoire globale et comparative des sciences. Tout en reconnaissant les contributions des savants indiens, elle s'interroge sur leur glorification. Cette dernière serait le fruit de buts nationalistes, visant à séparer science indienne et occidentale, toujours dans cette optique d'Hindutva.
Au niveau étatique, Meera Nanda dénonce l'implication de l'État (supposé laïc) dans la création et le financement de nouvelles universités servant majoritairement à promouvoir les rituels hindous ainsi qu'à former les faiseurs desdits rituels, tout cela sous couvert de l'enseignement du sanskrit ou de la philosophie hindoue. Il devient alors difficile de parler réellement de république laïque, quand l'état semble intervenir au niveau du culte. Pour la philosophe, les forces fondamentalistes hindoues (le Rashtriya Swayamsevak Sangh, Vishva Hindu Parishad ou Bajrang Dal par exemple) sont en pleine expansion depuis les années 1970 et minent de plus en plus la laïcité de l'état, négligeant les outrages faits aux autres communautés religieuses minoritaires.
Enfin, au niveau scientifique, Nanda plaide pour un élargissement du rôle de la science dans le monde indien, non seulement parce qu'elle permet de répondre au crédo laïc de l'Inde mais aussi parce que, pour elle, il convient de mettre des limites aux fonctions de la religion au XXIe siècle et reporter ces fonctions du sacré vers le scientifique. La religion doit céder à la science l'explication du monde rationnel et social : on voit ici la critique à peine voilée de Nanda face au système des castes en Inde, inégalité instaurée et maintenue par la religion.

## Œuvres
Les œuvres de Meera Nanda n'ont pas été traduites en français.
- Ayurveda Today : A Critical Look, with C. Viswanathan, Penguin  (ISBN 9780143065128)
- Postmodernism And Religious Fundamentalism: A Scientific Rebuttal To Hindu Science. Pub: Navayana. 2000.  (ISBN 81-89059-02-5).
- Breaking the Spell of Dharma and Other Essays. New Delhi: Three Essays Collective. 2002.  (ISBN 81-88394-09-2).
- Prophets Facing Backward: Postmodern Critiques of Science and the Hindu Nationalism in India. New Brunswick: Rutgers University Press, 2004.  (ISBN 81-7824-090-4). Excerpts
- Wrongs of the Religious Right: Reflections on secularism, science and Hindutva. New Delhi: Three Essays Collective, 2005.  (ISBN 81-88789-30-5)
- The God Market. Random House, 2010.  (ISBN 81-8400-095-2).

## Critiques
La pensée de Nanda, du fait de son engagement, a pu être critiquée sur de nombreux points. Certaines de ses déclarations portent en effet le sceau de l'exagération et du procès a priori, et en particulier celui des scientifiques indiens considérés comme non fiables puisque majoritairement hindous.
Nanda, dans une réponse aux nombreuses critiques qu'elle a reçues, montre que son attitude n'est pas applicable seulement à l'hindouisme mais à tous les mouvements de résurgence politico-religieuse. Ainsi, pour prendre un exemple, elle fait référence au recrutement, par la Maison Blanche sous G. W. Bush, d'évangélistes et de scientifiques dans le but de mettre en place des mesures politiques supportant la créationniste géologie du déluge et rapportait ce fait au support étatique offert par les nationalistes hindous pour le développement de l'astrologie védique.
On peut aussi relever - comme le fait remarquer Ranjit Hoskote (en) - quelques excès dans la rhétorique de Nanda, comme dans sa dénonciation du projet de Madhav Gadgil (en) et de Ramachandra Guha regardant la préservation des bois sacrés (en) dans une perspective de promotion de la bio-diversité. En suggérant que ces deux écologistes sont principalement des défenseurs du système des castes, la philosophe s'enlise dans des accusations peu fondées, oubliant d'ailleurs de noter que les bois sacrés n'étaient pas toujours uniquement réservés aux castes supérieures mais entretenus par une foule d'acteurs sociaux différents, certains ne pouvant d'ailleurs pas être hindous[pas clair].